# Indian Oil Corporation
Indian Oil Corporation – indyjskie przedsiębiorstwo państwowe z siedzibą w Nowym Delhi, operujące w sektorze petrochemicznym. Przedsiębiorstwo kontroluje blisko połowę indyjskiego rynku produktów ropopochodnych, 71% krajowych rurociągów pod względem przepustowości, a także odpowiada za 35% krajowych mocy rafineryjnych. W 2015 roku firma zajęła 119 miejsce w rankingu Global 500 magazynu Fortune.
Firma dystrybuuje swoje produkty hurtowo oraz detalicznie, za pośrednictwem ponad 25 tys. stacji benzynowych.
Do gamy produktów ropopochodnych produkowanych przez Indian Oil należą paliwa lotnicze, paliwa żeglugowe, bitumy, lubrykanty, jak również inne, takie jak LPG, gaz ziemny, benzen, paraksylen, oczyszczony kwas tereftalowy, polipropylen, polietylen, politlenek etylenu, koks, parafina, mineralna terpentyna, toluen, siarka, materiały wybuchowe.

## Historia
Przedsiębiorstwo zostało założone w 1959 roku, jako firma zarządzająca dostawami produktów ropopochodnych do organizacji rządowych, w tym produktów pochodzących z rafinerii w Guwahati i Barauni, należących do innego państwowego przedsiębiorstwa pod firmą Indian Refineries. W 1964 roku Indian Refineries zostało rozwiązane i włączone do Indian Oil, która od tego momentu przejęła obowiązki produkcji i sprzedaży produktów naftowych.
W trakcie II wojny o Kaszmir Indian Oil zajmowało się dostawami paliwa dla wojska. Dodatkowa produkcja wynosiła wtedy drugie tyle, co cała pozostała sprzedaż w tamtym czasie.

## Rafinerie
Przedsiębiorstwo kontroluje 11 z 23 indyjskich rafinerii. Moce przerobowe firmy wynoszą 80,7 mln ton metrycznych rocznie. Do rafinerii firmy należą:
- Rafineria w Digboi – roczne moce przerobowe wynoszą 0,65 mln ton, oddana do użytku w 1901 roku. Jest to najstarsza rafineria w Indiach oraz jedna z najstarszych wciąż funkcjonujących na świecie. Przejęta przez Indian Oil w roku 1981[6].
- Rafineria w Guwahati – roczne moce przerobowe wynoszą 1 mln ton, jest to pierwsza państwowa rafineria w Indiach oraz pierwsza rafineria Indian Oil, oddana do użytku w 1962 roku[7].
- Rafineria w Barauni – roczne moce przerobowe wynoszą 6 mln ton, oddana do użytku w 1964 roku[8].
- Rafineria w Gudźaracie – roczne moce przerobowe wynoszą 13,7 mln ton, oddana do użytku w 1966 roku[9].
- Rafineria w Haldia – roczne moce przerobowe wynoszą 7,5 mln ton, oddana do użytku w 1975 roku[10].
- Rafineria w Bongaigaon – roczne moce przerobowe wynoszą 2,35 mln ton, oddana do użytku w 1979 roku (o mocy przerobowej 1 mln ton rocznie), a następnie rozbudowana w 1986. Przejęta przez Indian Oil w 2009 roku[11].
- Rafineria w Mathura – roczne moce przerobowe wynoszą 8 mln ton, oddana do użytku w 1982 roku (o mocy przerobowej 1 mln ton rocznie), a następnie rozbudowana w roku 2000[12].
- Rafineria w Panipat – roczne moce przerobowe wynoszą 15 mln ton, oddana do użytku w 1998[13].
- Rafineria w Paradip – roczne moce przerobowe wynoszą 15 mln ton, oddana do użytku 7 lutego 2016. Jest to najnowocześniejsza rafineria w kraju (jej wskaźnik kompleksowości Nelsona wynosi 12,2)[14].

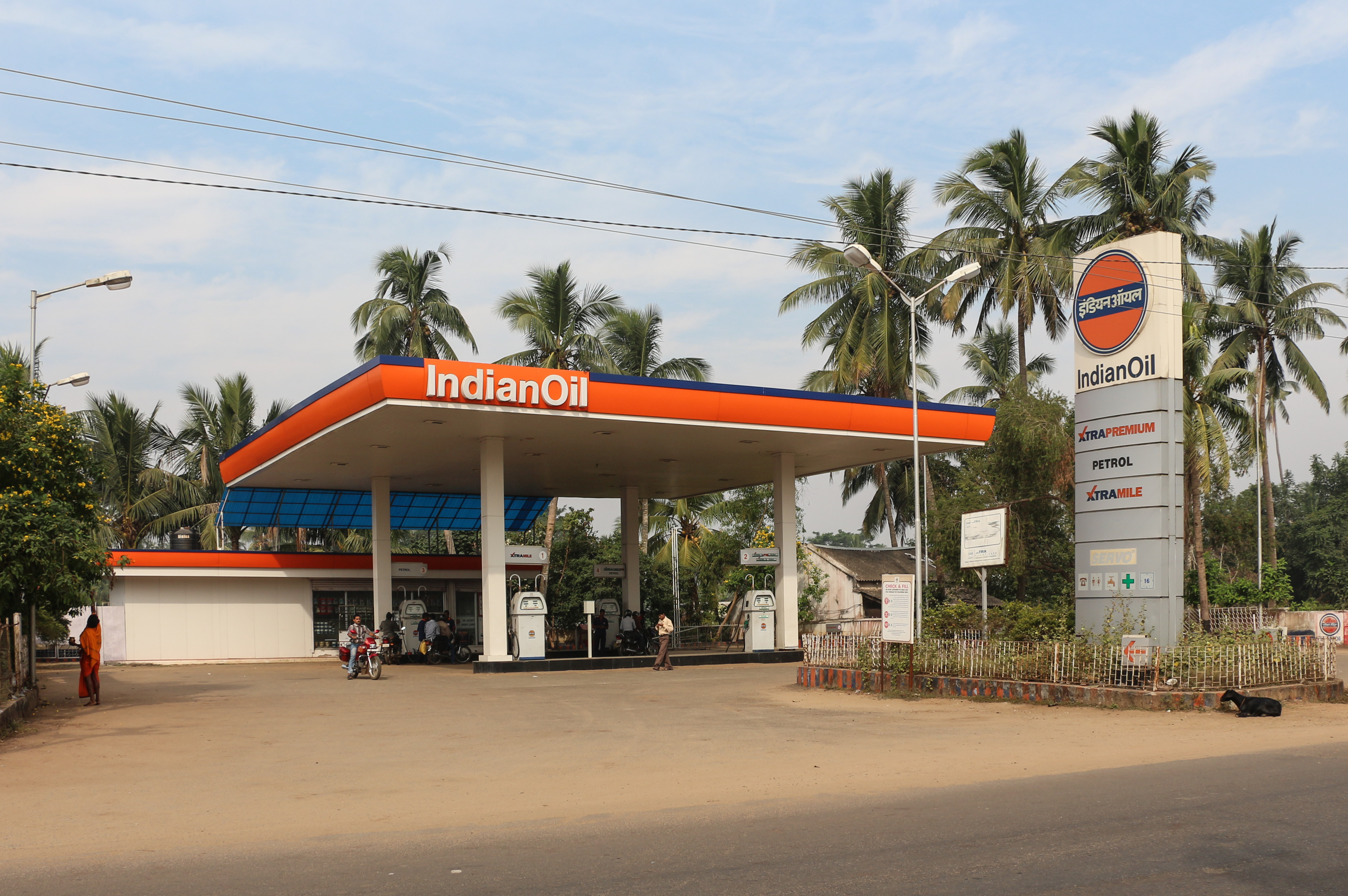
Stacja benzynowa Indian Oil w Pipili w stanie Orisa

## Rurociągi
Do Indian Oil należy w sumie około 11 750 km rurociągów, o łącznej przepustowości 85,5 mln ton metrycznych ropy naftowej rocznie oraz 9,5 mln metrów sześciennych gazu na dobę. Przedsiębiorstwo planuje zwiększyć długość swoich rurociągów do około 17 tys. km, o przepustowości 102 ton rocznie. Do rurociągów ropy naftowej Indian Oil należą:
- Rurociąg Salaya-Mathura – 1870 km.
- Rurociąg Paradip-Haldia-Barauni – 1302 km.
- Rurociąg Mundra-Panipat – 1194 km.

Do rurociągów produktów ropopochodnych firmy należą:
| Nazwa rurociągu                    | Długość     | Połączenie                                                       | Data oddania do użytku |
| ---------------------------------- | ----------- | ---------------------------------------------------------------- | ---------------------- |
| Rurociąg Guwahati-Siliguri         | 435 km      | Z rafinerii Guwahati do Betkuchi, Hasimara i Siliguri            | 1964                   |
| Rurociąg Koyali-Ahmadabad          | 116 km      | Z rafinerii Koyali do terminalu w Sabarmati w Ahmadabadzie       | 1966                   |
| Rurociąg Haldia-Barauni            | 525 km      | Z rafinerii Haldia do rafinerii Barauni                          | 1967                   |
| Rurociąg Barauni-Kanpur            | 745 km      | Z rafinerii Barauni do Patny, Mughalsarai, Allahabadu i Kanpuru. | 1966                   |
| Rurociąg Haldia-Mourigram-Rajbandh | 277 km      | Z rafinerii Haldia do Kolkaty, Mourigram i Rajbandh              | 1972                   |
| Rurociąg Mathura-Delhi             | 147 km      | Z rafinerii Mathura do Bijwasan w Delhi                          | 1984                   |
| Rurociąg Panipat-Ambala-Dźalandhar | brak danych | Z rafinerii Panipat do Ambali i Dźalandharu                      | 1997                   |
| Rurociąg Panipat-Delhi             | 70 km       | Z rafinerii Panipat do Delhi                                     | 2000                   |
| Rurociąg Mathura-Tundla            | 55 km       | Z rafinerii Mathura do miejscowości Tundla                       | 2003                   |
| Rurociąg Panipat-Rewari            | 155 km      | Z rafinerii Panipat do stanu Hariana                             | 2004                   |
| Rurociąg Panipat-Bhatinda          | 219 km      | Z rafinerii Panipat do Bhatindy                                  | brak danych            |
| Rurociąg Koyali-Sanganer           | 1056 km     | Z Koyali do rejonu Bareja, Sidhpur oraz Sanganer                 | brak danych            |
| Rurociąg Ćennaj-Trichy-Maduraj     | 526 km      | Z Ćennaj do Maduraj                                              | 2005                   |
| Rurociąg Koyali-Dahej              | 103 km      | Z rafinerii Koyali do terminalu Dahej w Gudźaracie               | 2007                   |
| Rurociąg Panipat-Dźalandhar        | 274 km      | Z Panipatu do Nabha oraz Dźalandharu                             | 2008                   |
| Rurociąg Ćennaj ATF                | 95 km       | Rurociąg lokalny w Ćennaj                                        | 2008                   |
| Rurociąg Koyali-Ratlam             | 265 km      | Z rafinerii Koyali do terminalu w Ratlam                         | 2009                   |
| Rurociąg Ćennaj-Bengaluru          | 290 km      | Z Manali do Bengaluru                                            | 2010                   |
| Rurociąg Bijwasan-Panipat          | 111 km      | Z Bijwasanu w Delhi do Panipatu                                  | 2010                   |
| Rurociąg Dadri-Panipat             | 132 km      | Z terminalu w Dadri do rafinerii w Panipacie                     | 2010                   |
| Rurociąg do Haziry                 | 94 km       | Z rurociągu Koyali-Dahej do terminalu w Hazirze                  | 2010                   |
| Rurociąg Mathura-Bharatpur         | 21 km       | Ze stacji w Mathurze do terminalu w Bharatpurze                  | 2010                   |